# Giovanni di Mantova
Giovanni di Mantova (X secolo – 1017) è stato un vescovo italiano.

## Biografia
Fu probabilmente di origini germaniche e ottenne numerose concessioni da parte dell'imperatore Ottone II, tra le quali il diritto di battere moneta.
Durante il suo mandato, nel 1007, venne fondata da Tedaldo di Canossa l'Abbazia di San Benedetto in Polirone attraverso numerose elargizioni e fu fondata la chiesa di San Bartolomeo a Quistello, luogo di villeggiatura del vescovo.
Morì nel 1017.